# نصر الدين (غزيك)
نصر الدین (بالفارسية: نصرالدین) هي مستوطنة تقع في إيران في قسم غزیك الريفي. يقدر عدد سكانها بـ 642 نسمة بحسب إحصاء 2016.